# Jesus som barn i templet
Jesus som barn i templet (engelska: The Finding of the Saviour in the Temple) är en oljemålning av den engelske konstnären William Holman Hunt. Den målades 1854–1860 och ingår sedan 1896 i Birmingham Museum and Art Gallerys samlingar. Därtill finns en mindre (45,5 x 70 cm) kopia från 1862 utställd på Sudley House i Liverpool sedan 1944.
Hunt var influerad av Bibelns berättelser och gjorde tre resor till det Heliga landet för att uppnå hög autenticitet i sin konst. Jesus som barn i templet påbörjades, liksom Syndabocken, under hans första resa, men färdigställdes hemma i England några år efter sin hemkomst. 
Målningen skildrar en episod ur Lukasevangeliet (kapitel 2:41–52) där det berättas hur den tolvårige Jesus var borta från sina föräldrar i tre dagar. Till slut fann Maria och Josef, avbildade till höger om  Jesus, honom i Jerusalems tempel "där han satt mitt bland lärarna och lyssnade och ställde frågor".  